# Liste von Brunnen in Braunschweig
In dieser Liste der Brunnen in Braunschweig sind die Brunnen und Wasserspiele in der Stadt Braunschweig aufgeführt. Einige von ihnen wurden im Laufe der Jahrzehnte von ihrem ursprünglichen Aufstellungsort entfernt, umgestellt, umgestaltet oder zerstört.
Die Liste erhebt keinen Anspruch auf Vollständigkeit, sondern wird kontinuierlich gepflegt. Geordnet sind die einzelnen Werke zur besseren Übersicht nach dem Datum der Entstehung, Einweihung oder Aufstellung. Ist dieses Datum unbekannt, wird das Werk entweder unten an die Liste an- oder möglichst sinnvoll eingefügt.

## 15. Jahrhundert

### Mittelalterlicher Brunnen Güldenstraße
- Errichtet: um 1400
- Anlass:
- Entwurf:
- Ausführung:
- Material: Naturstein und Holz

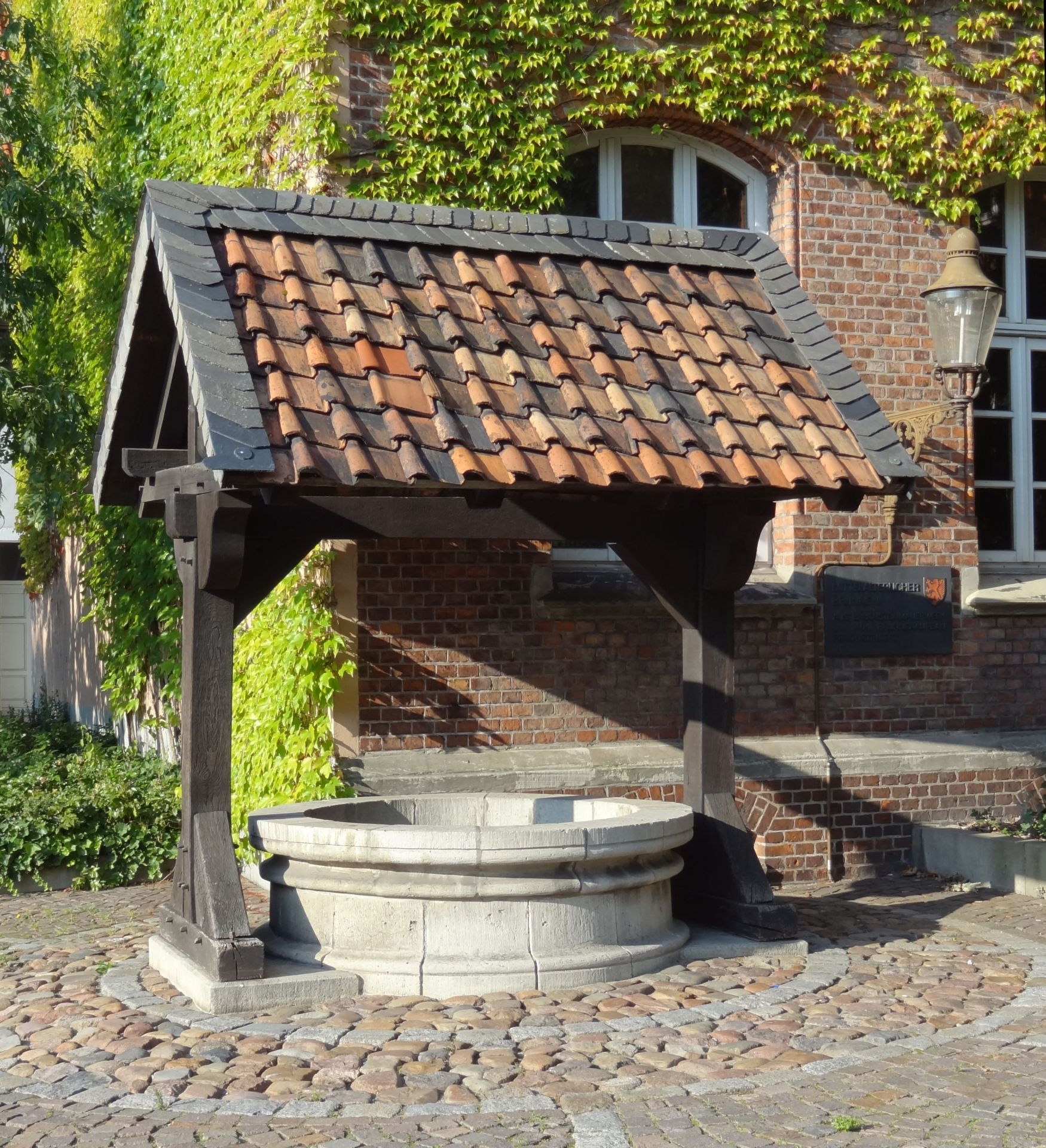
Brunnen Güldenstraße

- Aufstellungsort: Heydenstraße 2 / Güldenstraße (52° 15′ 42″ N, 10° 30′ 53″ O)
- Besonderheiten: Der hölzerne Aufbau mit Dach wurde rekonstruiert.
- Status:  –

### Marienbrunnen
- Errichtet: 24. November 1408
- Anlass:
- Entwurf:
- Ausführung:
- Material: Naturstein und Blei

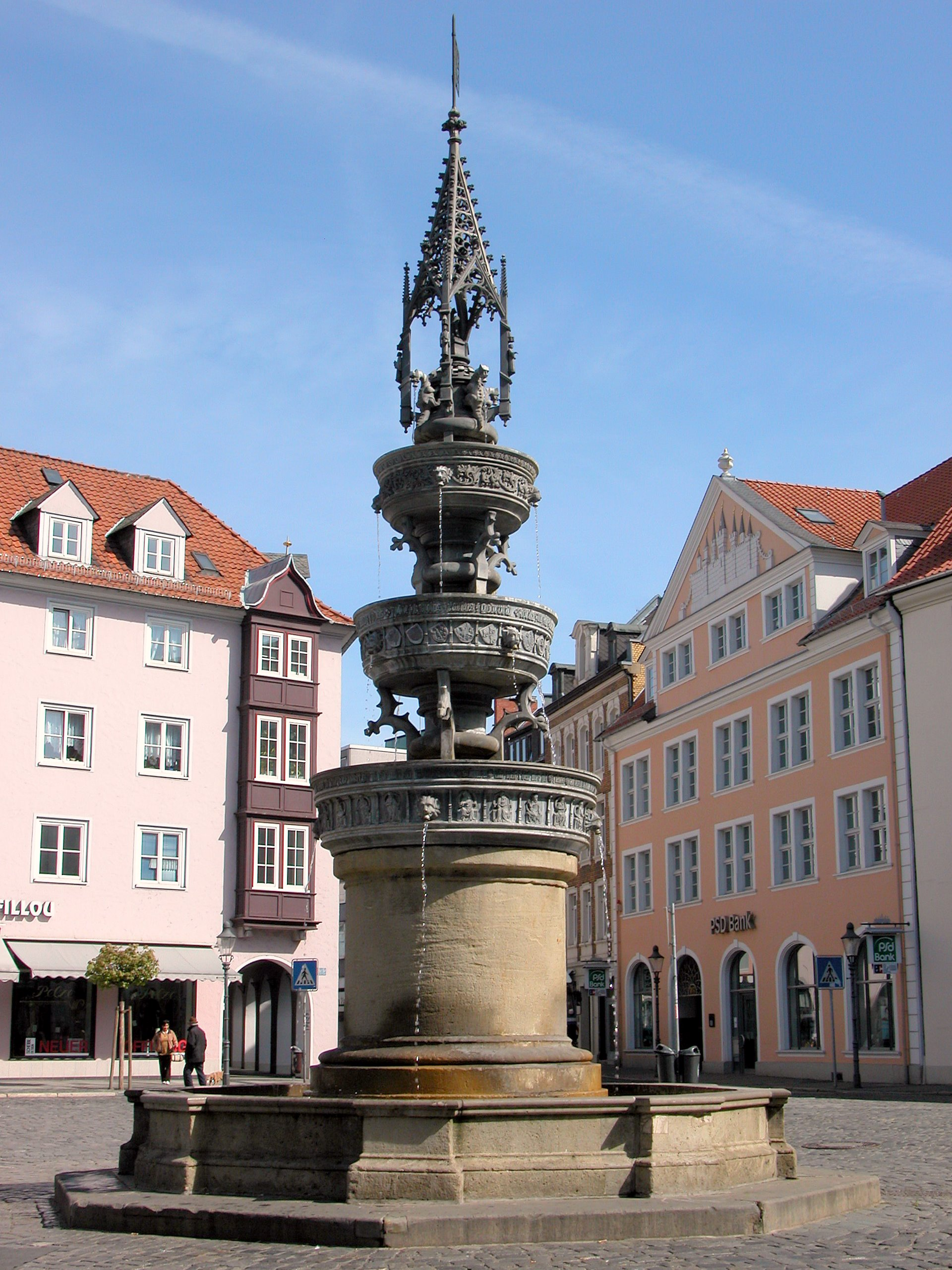
Marienbrunnen

- Aufstellungsort: Altstadtmarkt (52° 15′ 46″ N, 10° 31′ 4″ O)
- Besonderheiten: Der Marienbrunnen (auch Altstadtmarktbrunnen) wurde im Laufe der Jahrhunderte vielfach restauriert. Zuletzt wurde er 1988 durch eine detailgetreue Kopie ersetzt. Die Reste der vorherigen Ausführung können im Altstadtrathaus besichtigt werden.
- Status:

## 19. Jahrhundert

### Löwenbrunnen
- Errichtet: 1822[1] oder 1842[2]

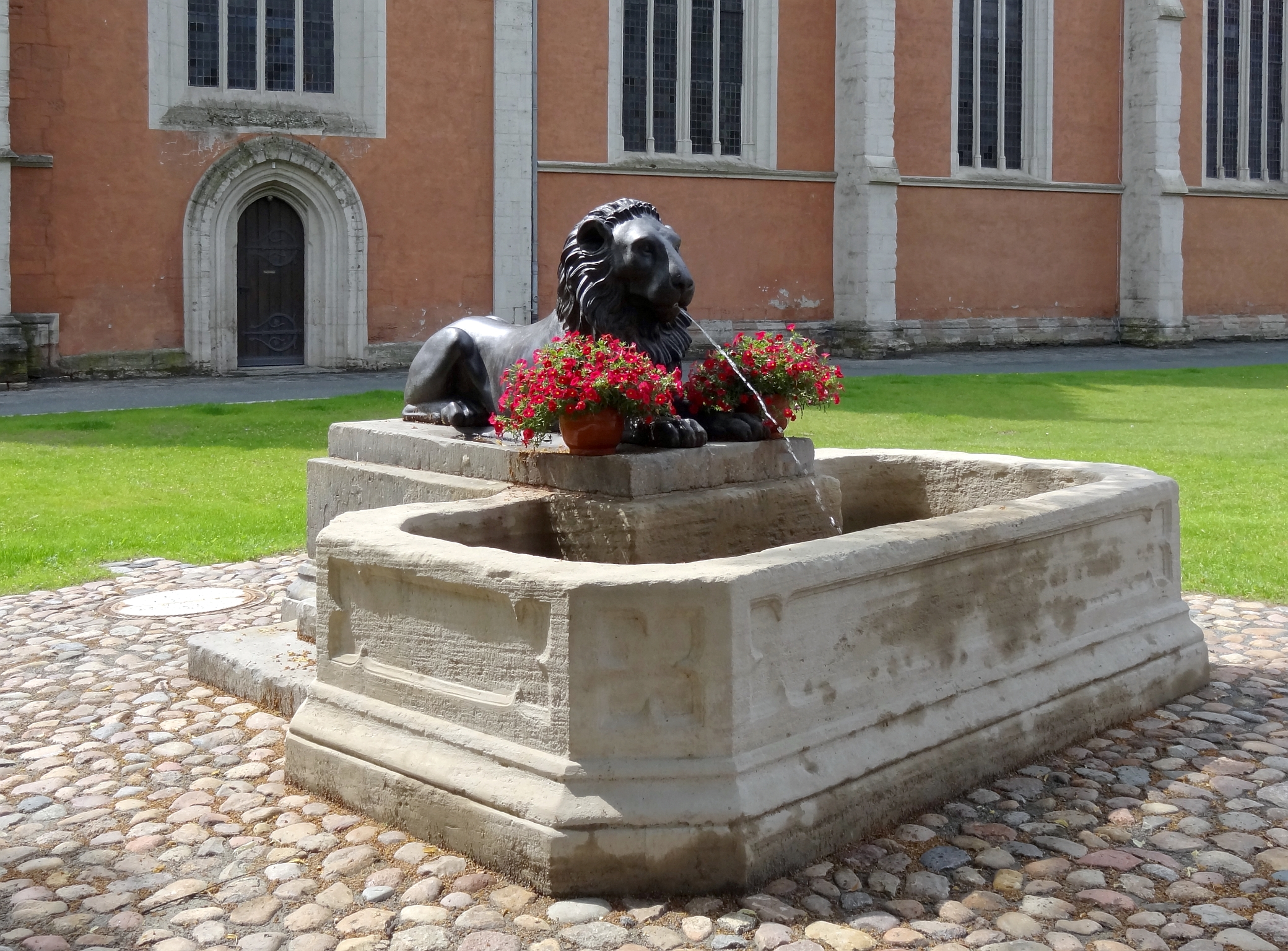
Löwenbrunnen 2012

- Anlass: Neugestaltung des ehemaligen Katharinenfriedhofs durch Carl Theodor Ottmer
- Entwurf: Johann Gottfried Schadow (Löwe)
- Ausführung: ?
- Material: Naturstein und Bronze
- Aufstellungsort: Fallersleber Straße, auf der Nordseite der Katharinenkirche (52° 16′ 4″ N, 10° 31′ 31″ O)
- Besonderheiten: Bei dem Löwen handelt es sich um den 7. Abguss eines Entwurfs von Schadow. Vier Exemplare wurden für den Löwenwall gefertigt, zwei weitere stehen vor dem Eingang der Herzog August Bibliothek in Wolfenbüttel.
- Status:  Wurde 2012 am ursprünglichen Standort wieder aufgestellt.[3][4]

### Kohlmarktbrunnen
- Errichtet: 1868/69
- Anlass: ?
- Entwurf: Oskar Sommer
- Ausführung: ?
- Material: Stein und Metall

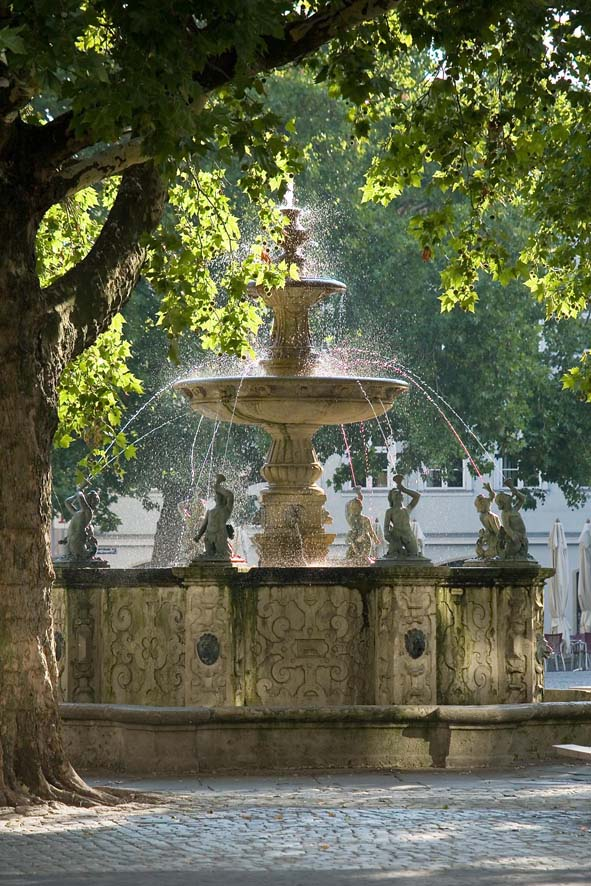
Kohlmarktbrunnen 2006

- Aufstellungsort: Auf dem Kohlmarkt (52° 15′ 45″ N, 10° 31′ 12″ O)
- Besonderheiten:
- Status: noch am selben Ort

### Heinrichsbrunnen
- Errichtet: 4. Juli 1874

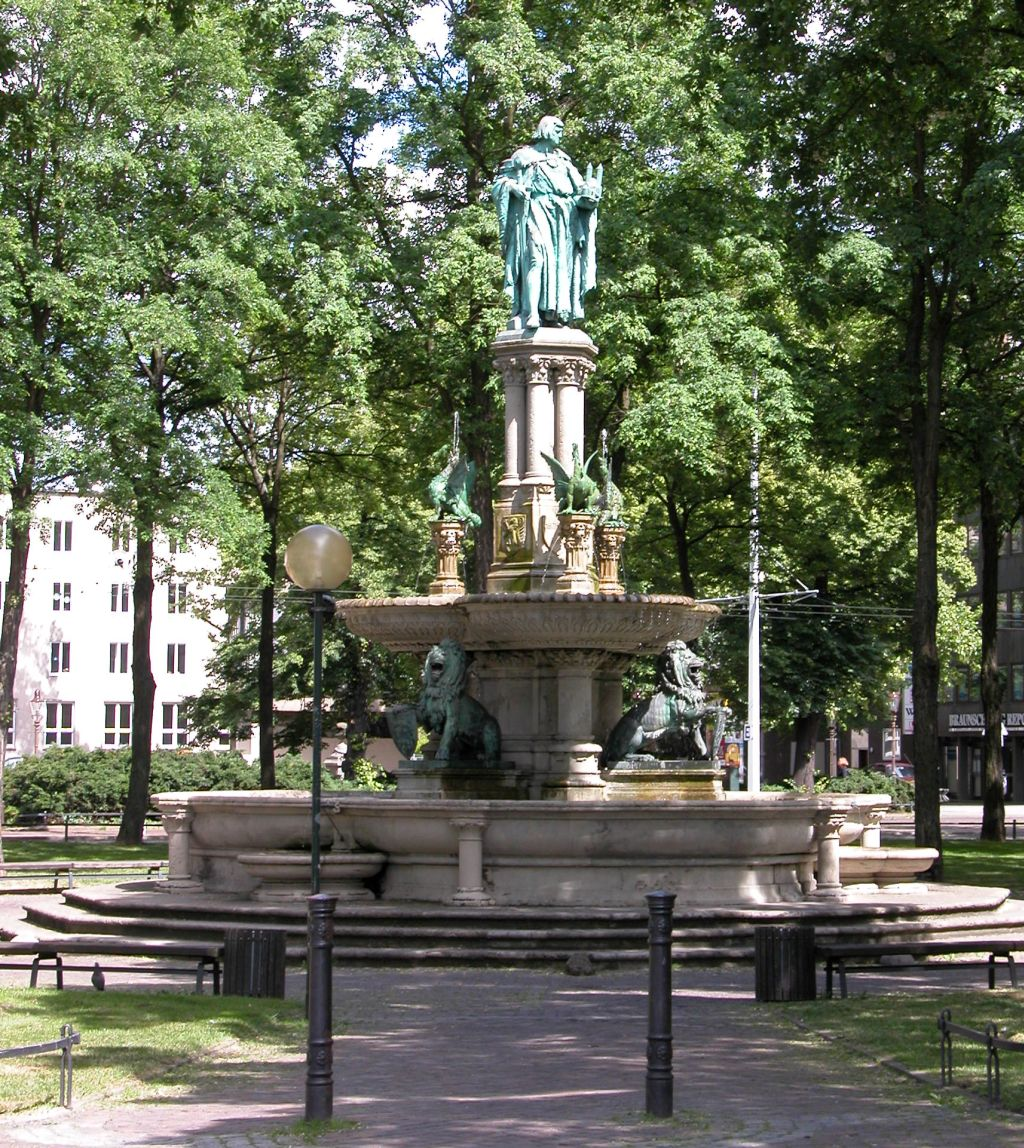
Heinrichsbrunnen

- Anlass: Ehrung Heinrichs des Löwen
- Entwurf: Adolf Breymann
- Ausführung: Georg Ferdinand Howaldt
- Material: Bronze
- Aufstellungsort: Hagenmarkt (52° 16′ 2″ N, 10° 31′ 27″ O)
- Besonderheiten: Die Brunnenschalen stammen von Ludwig Winter, die Drachen und Löwen sind wiederum von Breymann. Ein früherer Brunnen an dieser Stelle aus dem Jahre 1407, wurde 1814 während der Befreiungskriege eingeschmolzen, um daraus Kanonen zu gießen.
- Status: noch am selben Ort

## 20. Jahrhundert

### Eulenspiegelbrunnen
- Errichtet: 27. September 1906
- Anlass: Ehrung Till Eulenspiegels
- Entwurf: Arnold Kramer
- Ausführung: Arnold Kramer

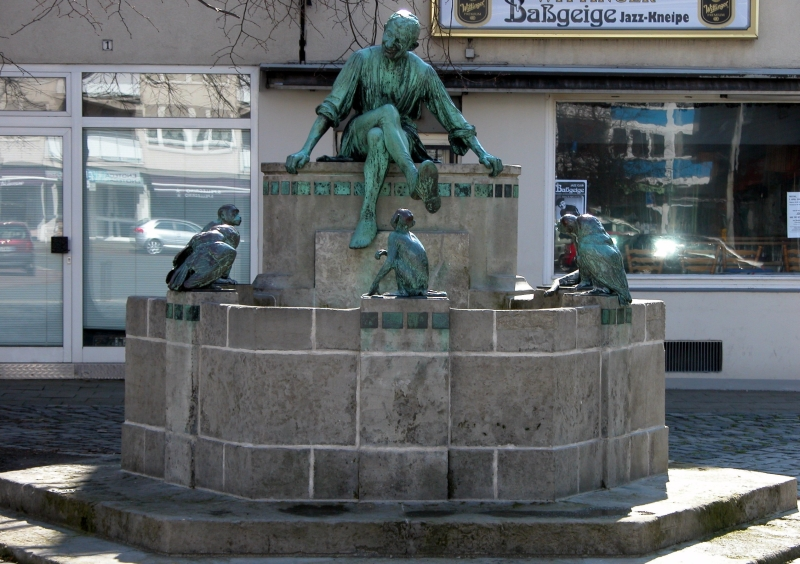
Till Eulenspiegel

- Material: Brunnen aus Stein, Figuren (Till sowie Eulen und Meerkatzen) aus Bronze
- Aufstellungsort: Bäckerklint (52° 15′ 56″ N, 10° 30′ 55″ O)
- Besonderheiten: Der jüdische Bankier Bernhard Meyersfeld stiftete den Brunnen im Jahre 1905. Die Figur des Eulenspiegel ist ein Nachguss einer Statue von 1639. Der Brunnen wurde während des Zweiten Weltkrieges weder ausgelagert noch geschützt, überstand dennoch als einziges „Bauwerk“ und unbeschädigt den Bombenangriff vom 15. Oktober 1944 während die gesamte Umgebung vollkommen zerstört wurde. Auf der Rückseite ist folgende Inschrift angebracht: „Dem lustigen Gesellen Till Eulenspiegel dort errichtet, wo er die Eulen und Meerkatzen buk. Erdacht und gemacht von Arnold Kramer aus Wolfenbüttel. Wieder aufgestellt zum Braunschweiger Heimattag am 1. Oktober 1950 im Gedenken an den Stifter des Brunnens von 1905 Bernhard Meyersfeld.“
- Status: noch am selben Ort

### Siegfriedbrunnen
- Errichtet: 28. März 1930[5]
- Anlass: Anlage des „Siegfriedviertels“
- Entwurf: Jakob Hofmann
- Ausführung: unbekannt
- Material: Bronze
- Aufstellungsort: Siegfriedstraße, Siegfriedviertel (52° 17′ 13,8″ N, 10° 31′ 55,8″ O)
- Besonderheiten: Das Standbild wurde 1943, während des Zweiten Weltkrieges, eingeschmolzen.[6]
- Status: Ein 1987 angefertigter Neuguss (ohne Brunnen) steht seit 1988 wieder am selben Ort.[6]

### Wilhelm-Raabe-Brunnen
- Errichtet: 1931[7] Enthüllung: 8. September 1931[8]
- Anlass: Ehrung Wilhelm Raabes zum 100. Geburtstag (postum)
- Entwurf: Fritz Behn[9]
- Ausführung: unbekannt
- Material: Stein, Metall
- Aufstellungsort: Magnikirchplatz, vor der Magnikirche[10]
- Besonderheiten: –
- Status: Verbleib unbekannt, evtl. während des Zweiten Weltkrieges zerstört.  1975 wurde in unmittelbarer Nachbarschaft ein Gedenkstein mit einem Reliefportrait Raabes errichtet.

### Fischmännchenbrunnen
- Errichtet: 1949 / 1978

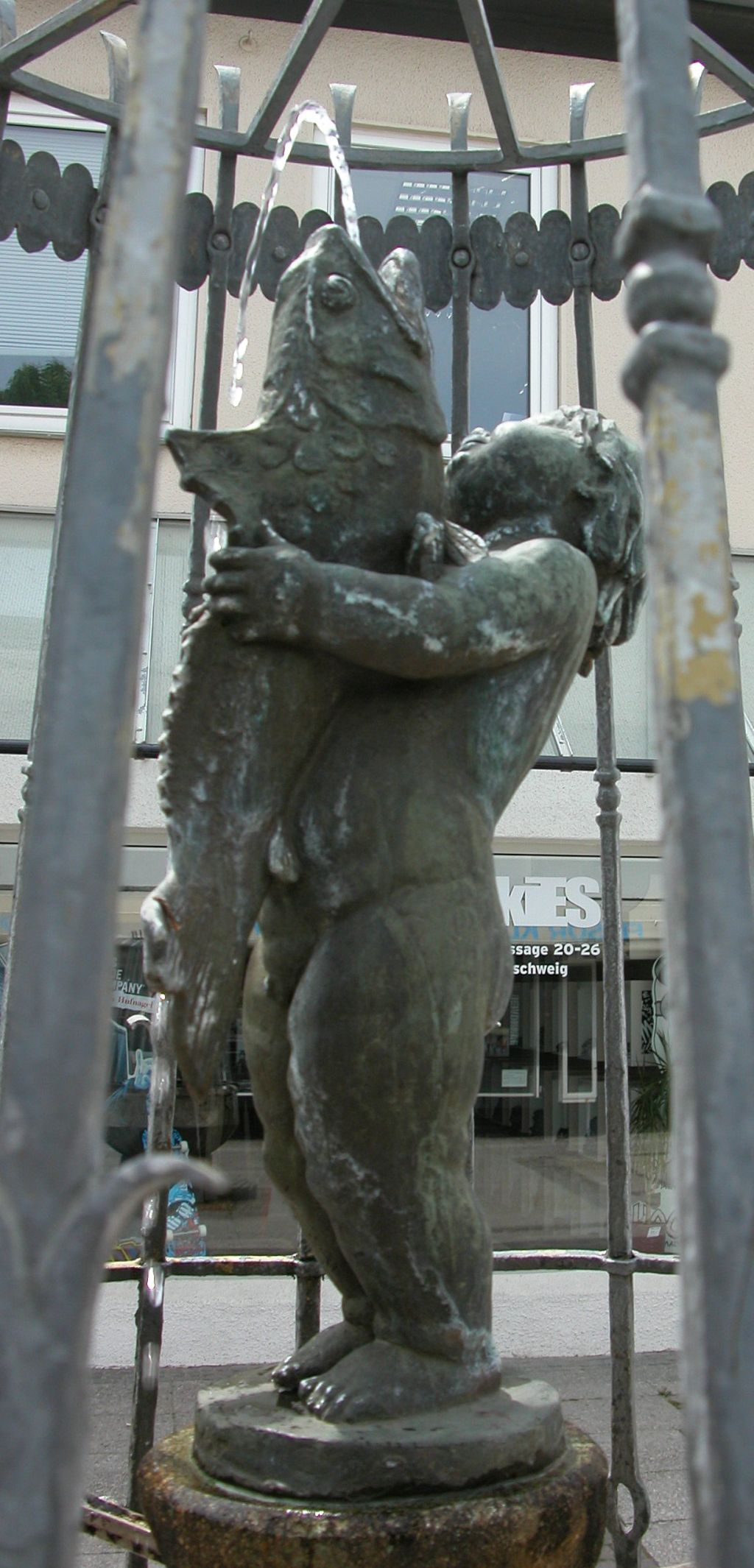
Fischmännchen

- Anlass: Fertigstellung der neuen Schlosspassage (Verbindung zwischen Bohlweg und Münzstraße)
- Entwurf: Grete Krämer-Zschäbitz (* 1904) (Fischmännchen), Hochbauamt der Stadt Braunschweig (Brunnen mit Säule und Gitter)
- Ausführung:
- Material: Bronze
- Aufstellungsort: Platzartige Erweiterung in der Mitte der Schlosspassage (52° 15′ 47″ N, 10° 31′ 30″ O)
- Besonderheiten: Das Original-Fischmännchen wurde 1965 von Metalldieben gestohlen, später in der Oker wiedergefunden und wieder am ursprünglichen Standort aufgestellt. 1976 wurde es erneut gestohlen und blieb unauffindbar. 1978 wurde eine neu gegossene Figur aufgestellt.
- Status: noch am selben Ort

### Brunnennixe im Schul- und Bürgergarten
- Errichtet: 1955
- Anlass: -
- Entwurf: Anny Funke-Schmidt

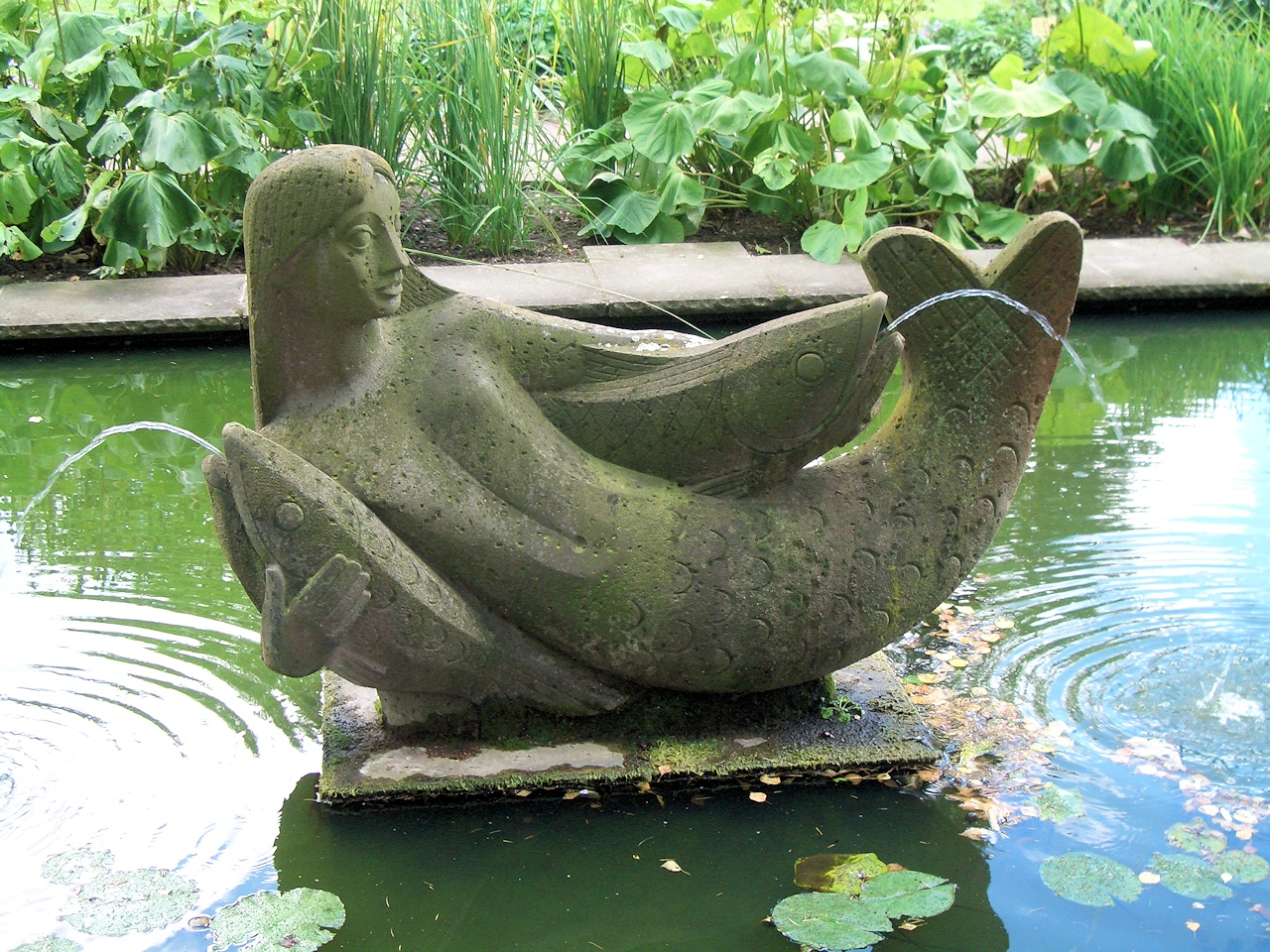

- Ausführung: Anny Funke-Schmidt (1904–1965)
- Material: Buntsandstein–
- Aufstellungsort: Schul- und Bürgergarten
- Besonderheiten:
- Status: Noch am selben Ort.

### Springbrunnen im Inselwallpark
- Errichtet: um 1960

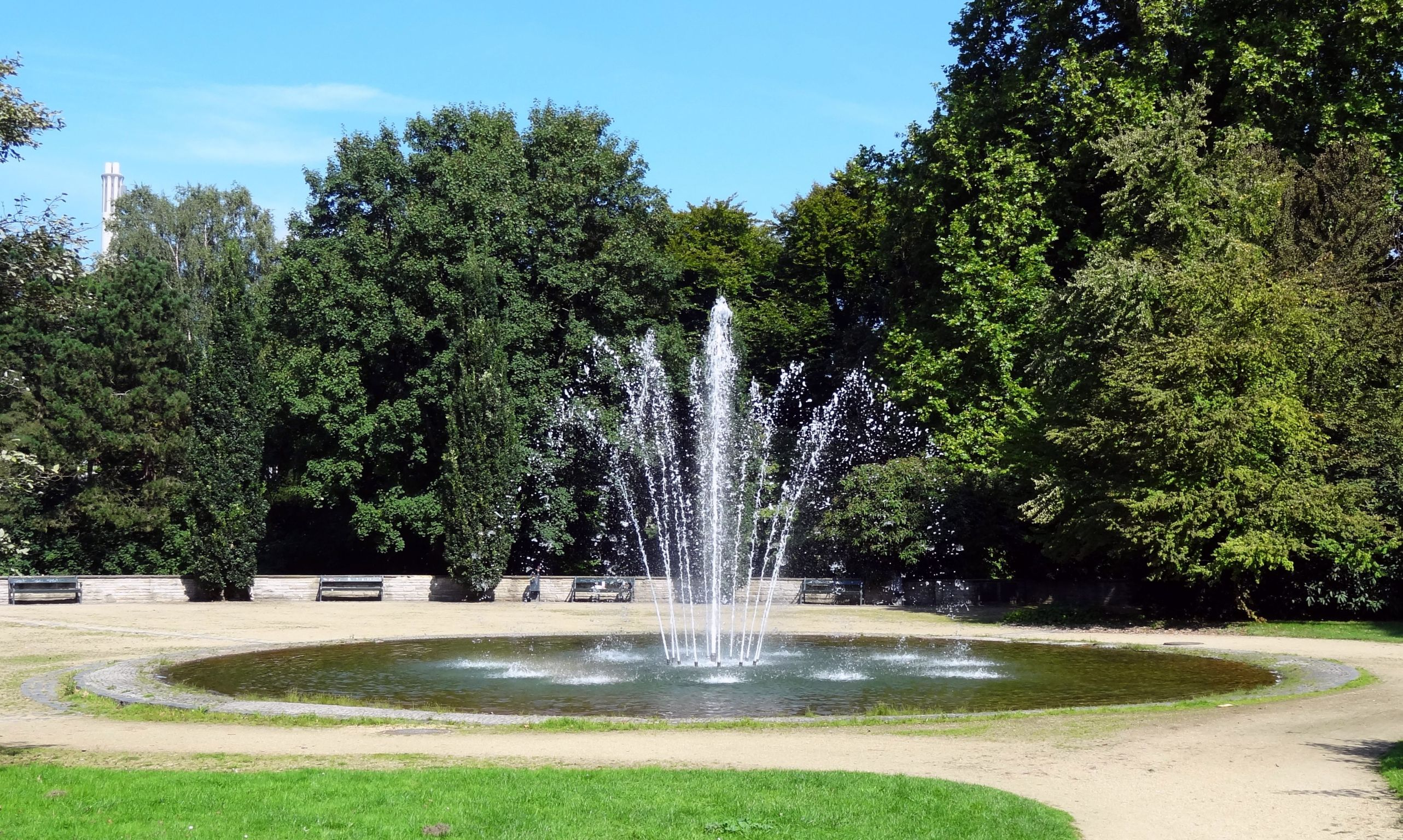

- Anlass: Neuanlage von „Löbbeckes Garten“
- Entwurf: unbekannt
- Ausführung: unbekannt
- Material: –
- Aufstellungsort: Inselwallpark
- Besonderheiten:
- Status: Noch am selben Ort.

### Schwanennest mit Jungen
- Errichtet: 1962

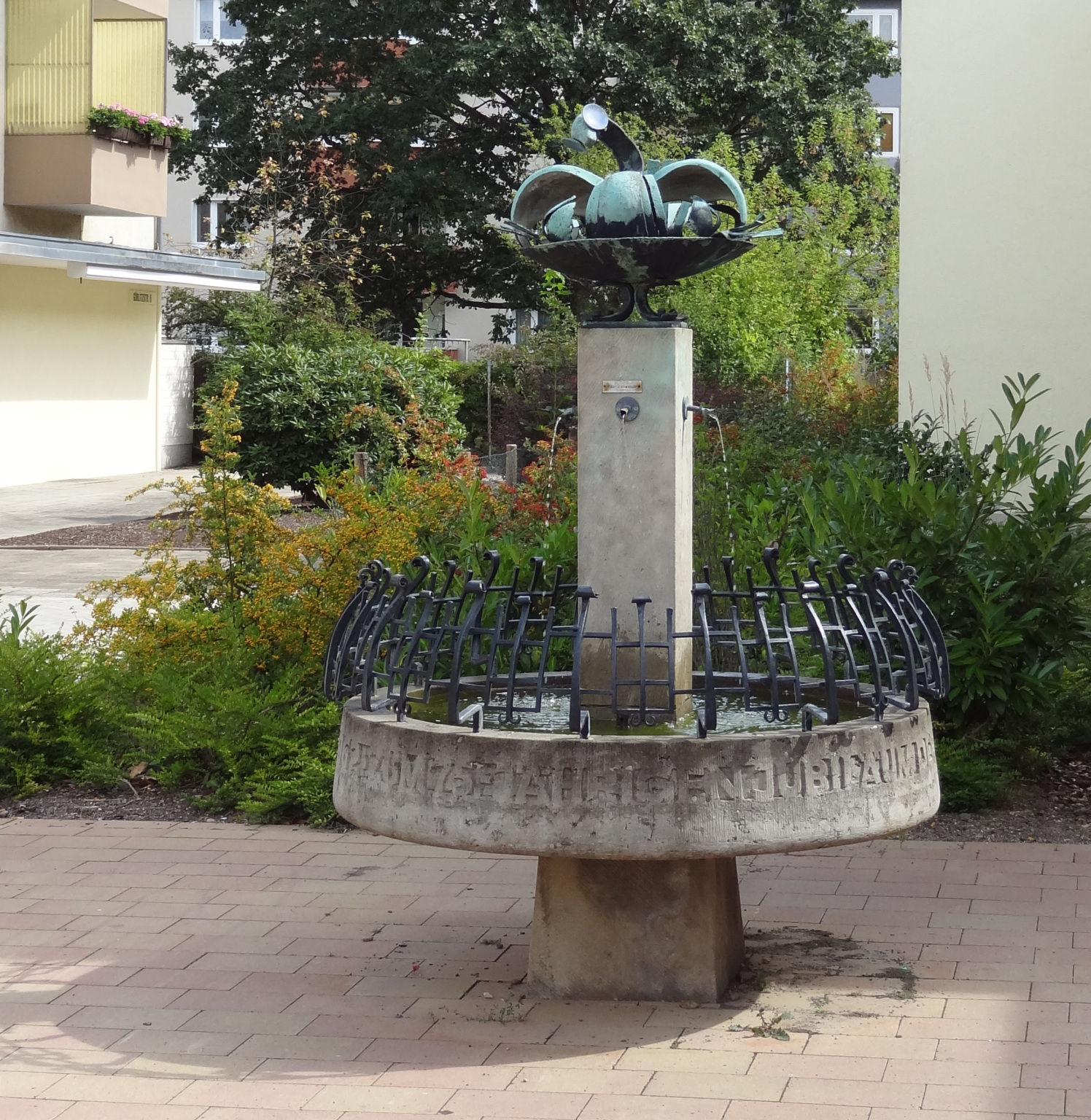
„Schwanennest mit Jungen“

- Anlass: 75-jähriges Bestehen der Braunschweiger Baugenossenschaft  1887–1962.
- Entwurf: Erich Constein
- Ausführung:
- Material:
- Aufstellungsort: Passage nördlich des Einkaufszentrums an der Görlitzstrasse in Braunschweig-Melverode.
- Besonderheiten: Der Brunnen trägt eine Figur mit dem Titel „Schwanennest mit Jungen“
- Status: noch am selben Ort

### Springbrunnen auf dem Löwenwall
- Errichtet: 26. April 1965
- Anlass: unbekannt
- Stifter:
- Entwurf:
- Ausführung:
- Material:

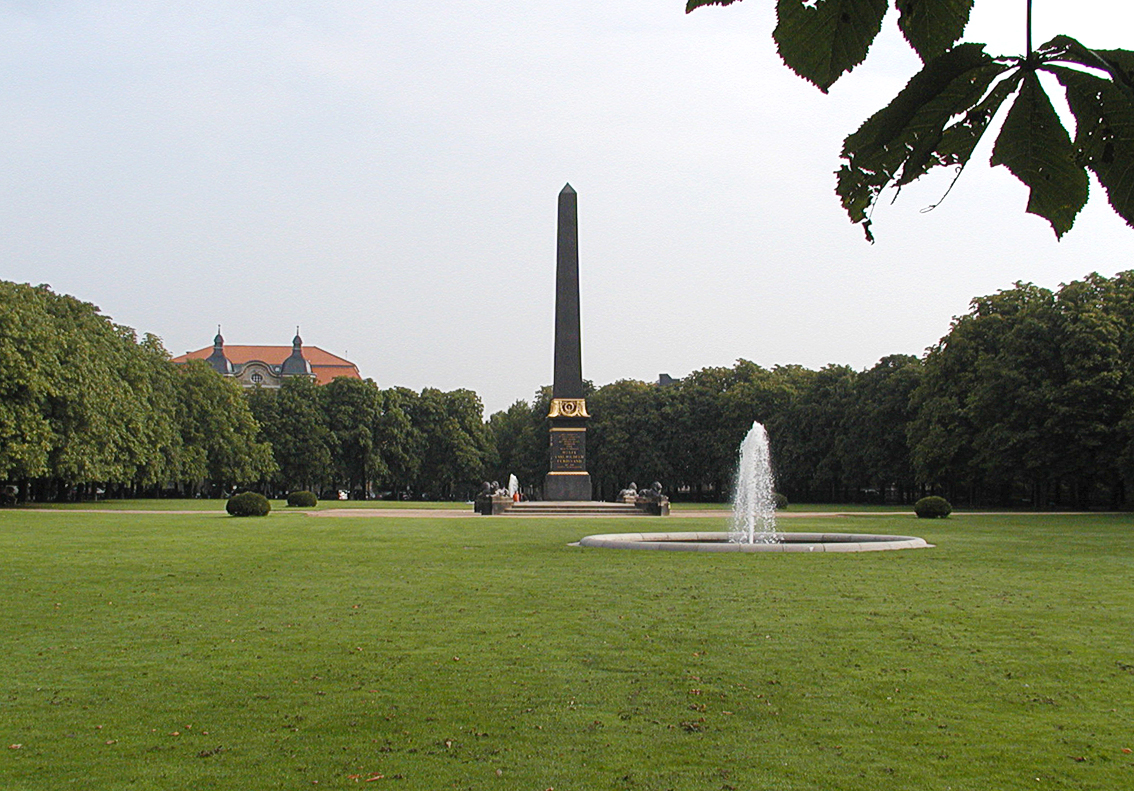
Löwenwall

- Aufstellungsort: Löwenwall (52° 15′ 35″ N, 10° 31′ 51″ O)
- Besonderheiten:
- Status: Noch am selben Ort.

### Märchenbrunnen
- Errichtet: 1971
- Anlass: –
- Entwurf: Erich Constein
- Ausführung: unbekannt

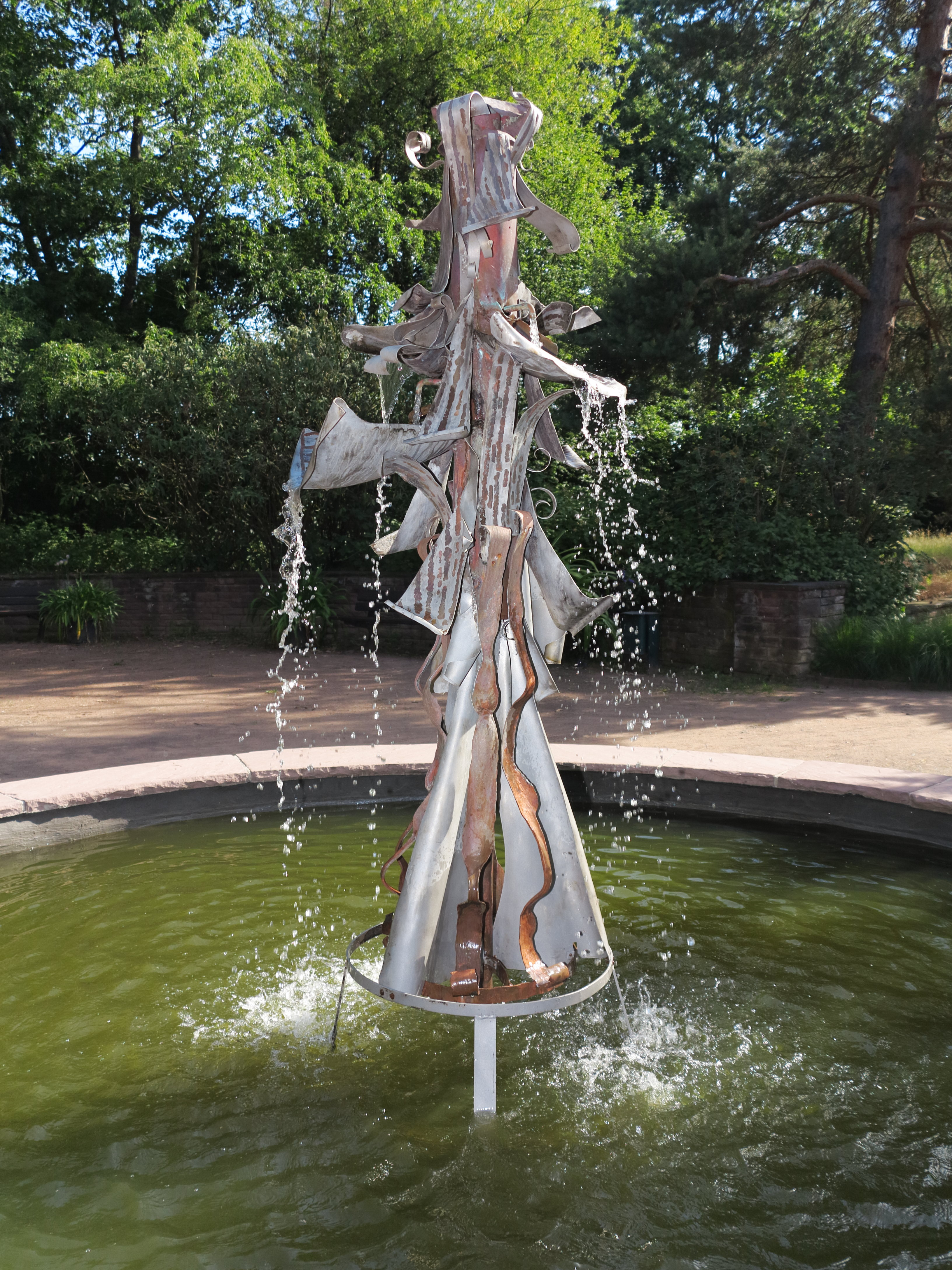

- Material: Metallabfälle, Buntmetall
- Aufstellungsort: Schul- und Bürgergarten (52° 17′ 38″ N, 10° 31′ 45″ O)
- Besonderheiten:
- Status: Noch am selben Ort, nach Sanierung wieder in Betrieb.

### Brunnenanlage auf dem Erfurtplatz
- Errichtet: 22. Juni 1971[11]

- Anlass: unbekannt

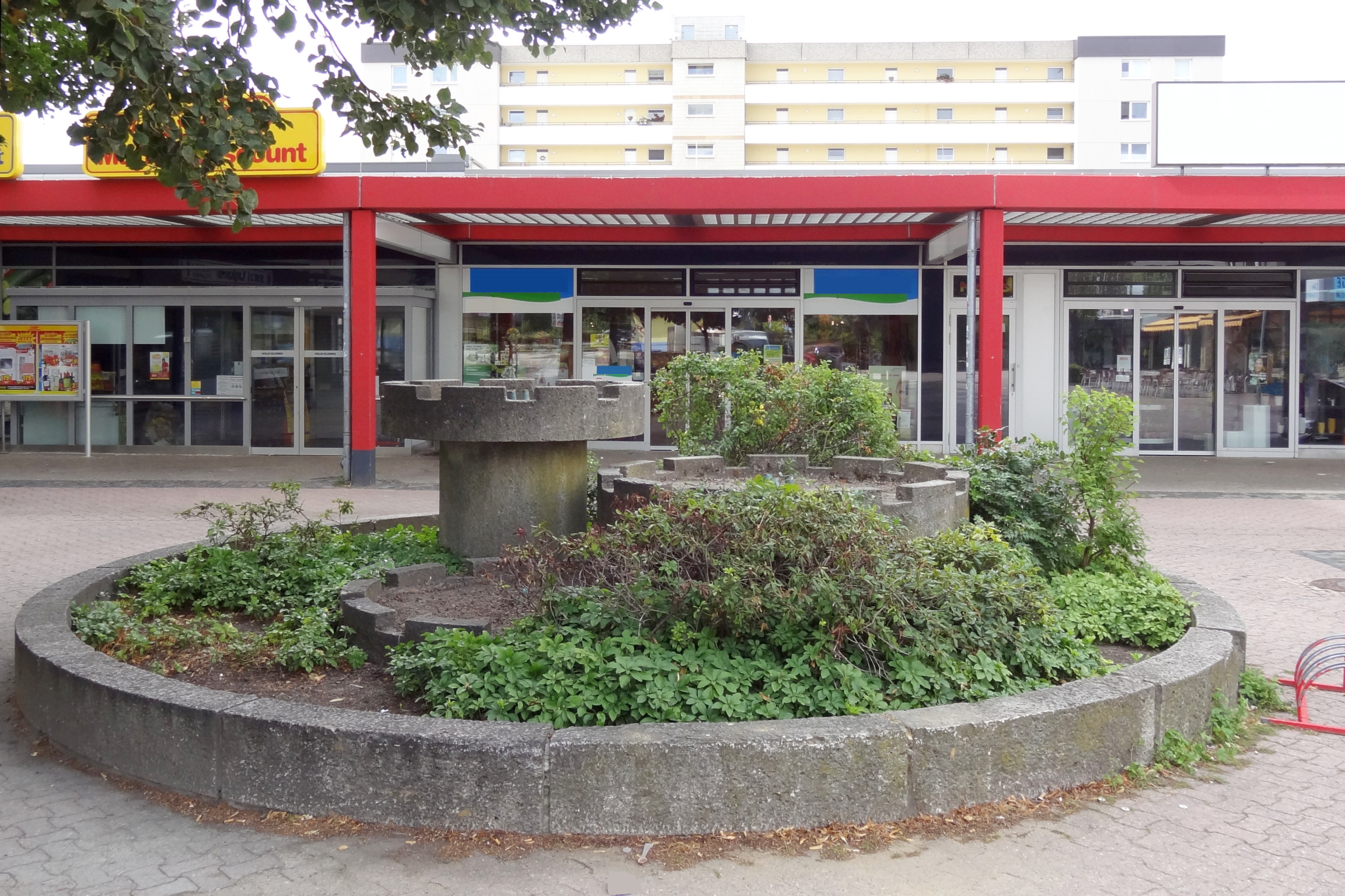
Brunnen auf dem Erfurtplatz

- Stifter:  Arbeitsgemeinschaft der gemeinnützigen Wohnungsunternehmen
- Entwurf:
- Ausführung:
- Material: Beton
- Aufstellungsort: Erfurtplatz
- Besonderheiten:
- Status: Leider musste er wegen Parkplätzen weichen.

### Ringerbrunnen
- Errichtet: 15. August 1975
- Anlass: unbekannt
- Stifter:
- Entwurf: Jürgen Weber
- Ausführung: Jürgen Weber

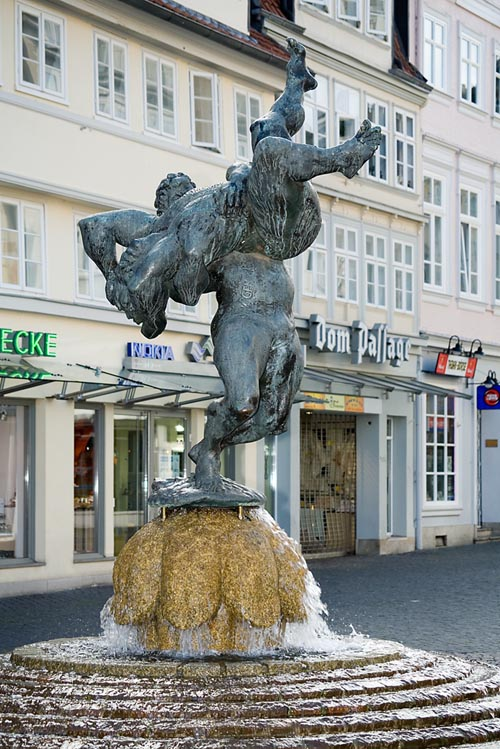
Ringerbrunnen

- Material: Brunnen aus rotem Meißner Granit und grauem Lausitzer Granit sowie Figuren aus Bronze
- Aufstellungsort: Sack/Ecke Schuhstraße (52° 15′ 51″ N, 10° 31′ 19″ O)
- Besonderheiten: Dargestellt sind Herakles und Antäus im Kampf.[12]
- Status: Noch am selben Ort.

### Brunnen am Denkmal für Prinz Albrecht
- Errichtet: Juli 1981[13]

- Anlass:
- Entwurf:
- Ausführung:
- Material: Naturstein

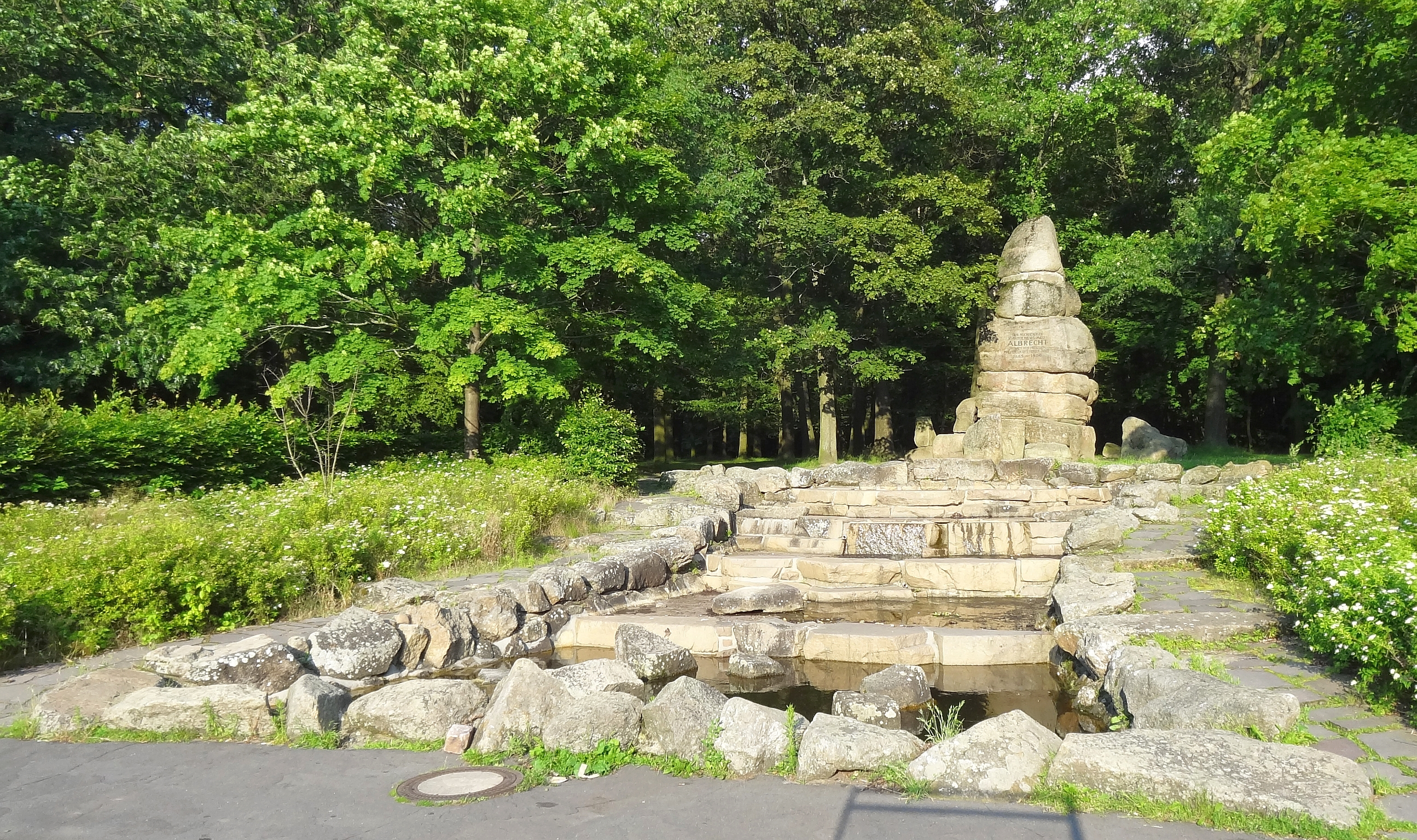
Kaskade im Prinzenpark

- Aufstellungsort: Prinz-Albrecht-Park (52° 16′ 2″ N, 10° 33′ 7″ O)
- Besonderheiten: Das Denkmal war bereits 1911 errichtet worden.
- Status: Noch am selben Ort – Wasserfüllung erfolgt nur durch Niederschläge.

### Befreiung des Menschen aus starren Bindungen und Normen
- Errichtet: Oktober 1981
- Anlass:

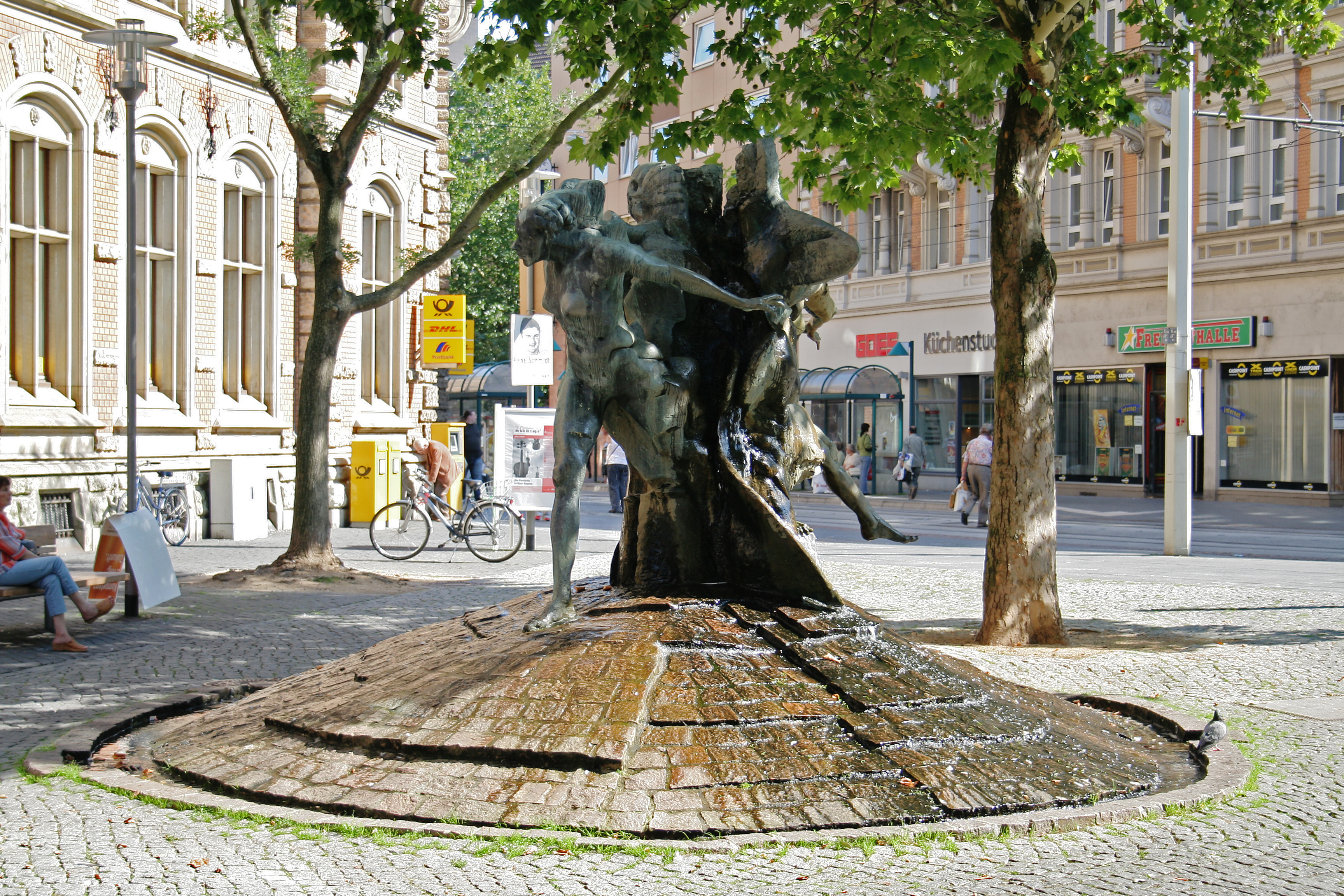
Befreiung des Menschen aus starren Bindungen und Normen

- Entwurf: Bernd Altenstein (* 1943 in Schlossberg/Ostpreußen)
- Ausführung: ?
- Material: Bronze
- Aufstellungsort: ursprünglich auf dem Friedrich-Wilhelm-Platz, jetzt an der Friedrich-Wilhelm-Straße vor dem Gebäude der ehemaligen Oberpostdirektion (52° 15′ 41″ N, 10° 31′ 14″ O)
- Besonderheiten: umgesetzt
- Status:

### Brunnen im Chemiezentrum
- Errichtet: 198x
- Anlass: Neubau des Chemiezentrums
- Entwurf: unbekannt
- Ausführung: unbekannt
- Material: Naturstein

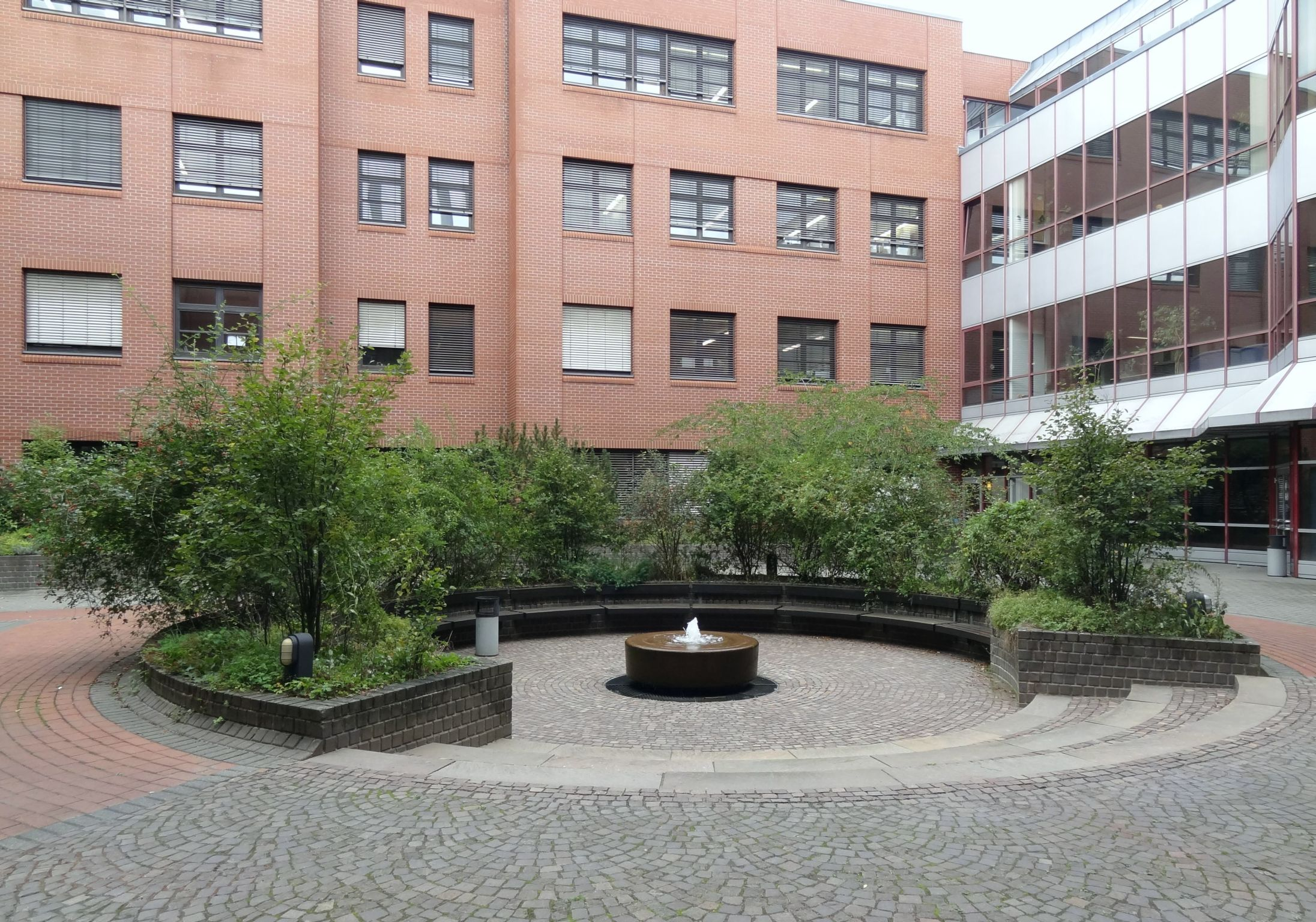

- Aufstellungsort: Im Innenhof der Gebäude am Hagenring 30
- Besonderheiten: –
- Status: Noch am selben Ort.

### Wasserwaage
- Errichtet: 1998

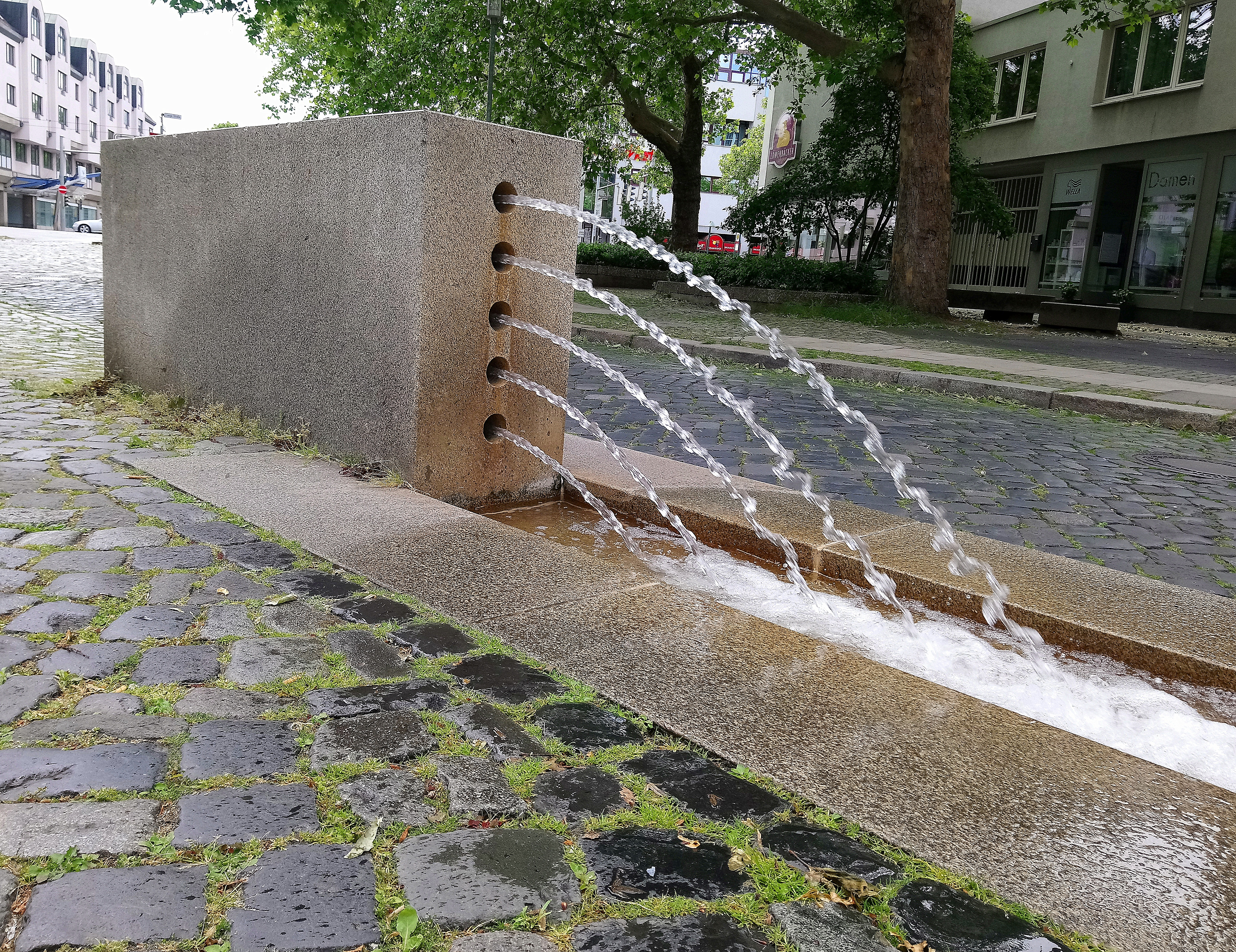
Wasserwaage

- Anlass: Neugestaltung der Plätze „Alte Waage“ und „Wollmarkt“
- Entwurf: Martin Diekmann
- Ausführung: unbekannt
- Material: Naturstein
- Aufstellungsort: Auf den Plätzen „Wollmarkt“ und „Alte Waage“
- Besonderheiten: Durch ein leichtes Gefälle in der „Wasserwaage“ fließt das Wasser in Richtung Norden.
- Status: Noch am selben Ort.

### Mascheroder Dorfbrunnen
- Errichtet: 1995
- Anlass:
- Entwurf: unbekannt
- Ausführung: unbekannt
- Material: Naturstein

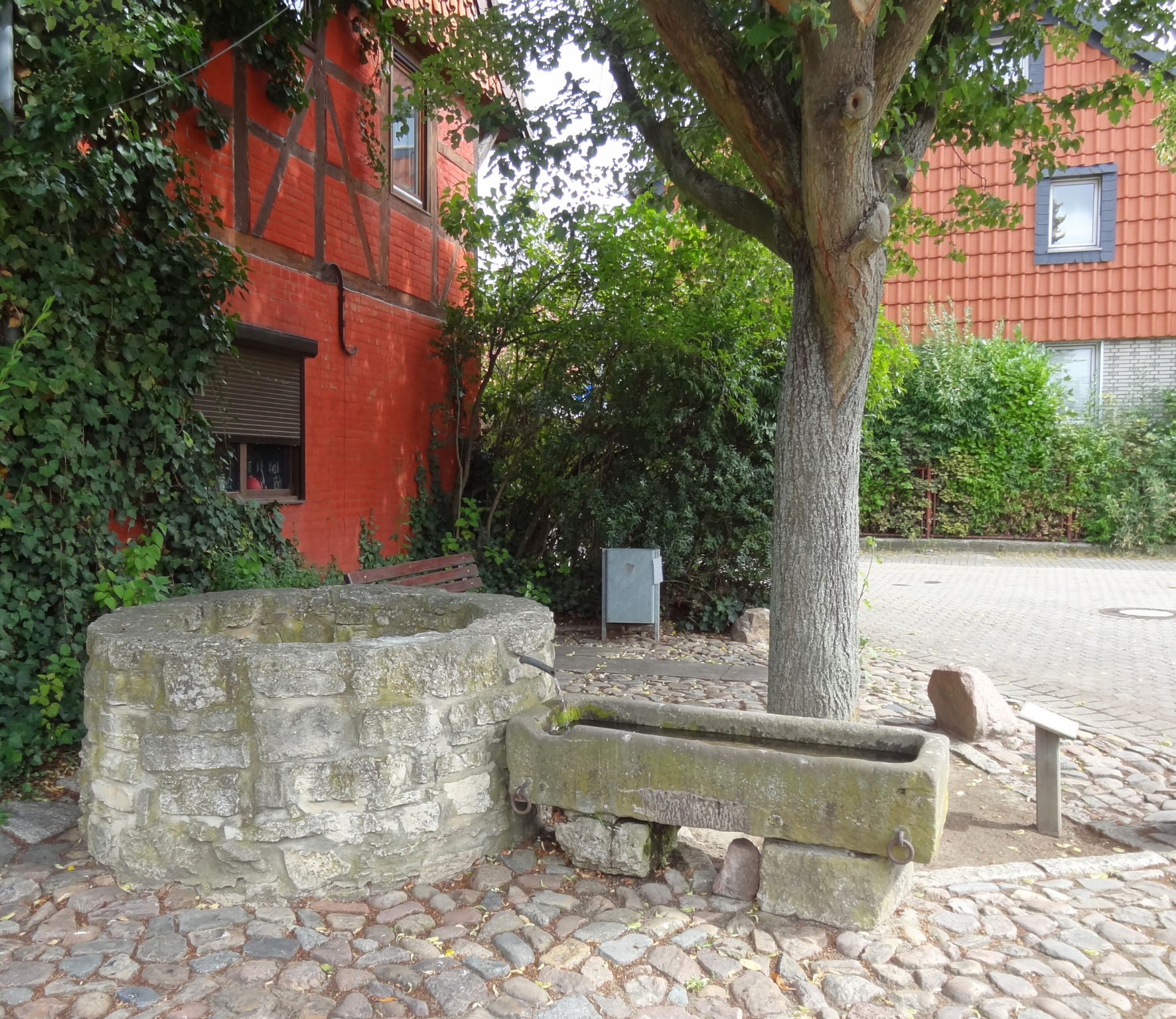
Mascheroder Dorfbrunnen

- Aufstellungsort: An der Ecke  Im Dorfe / Dorfwinkel  in Braunschweig-Mascherode.
- Besonderheiten: Der ursprüngliche öffentliche Ziehbrunnen wurde 1995 zum Zierbrunnen umgestaltet.
- Status: Noch am selben Ort.

### Brunnen Kleines Haus
- Errichtet: 13. Juli 1998[14]

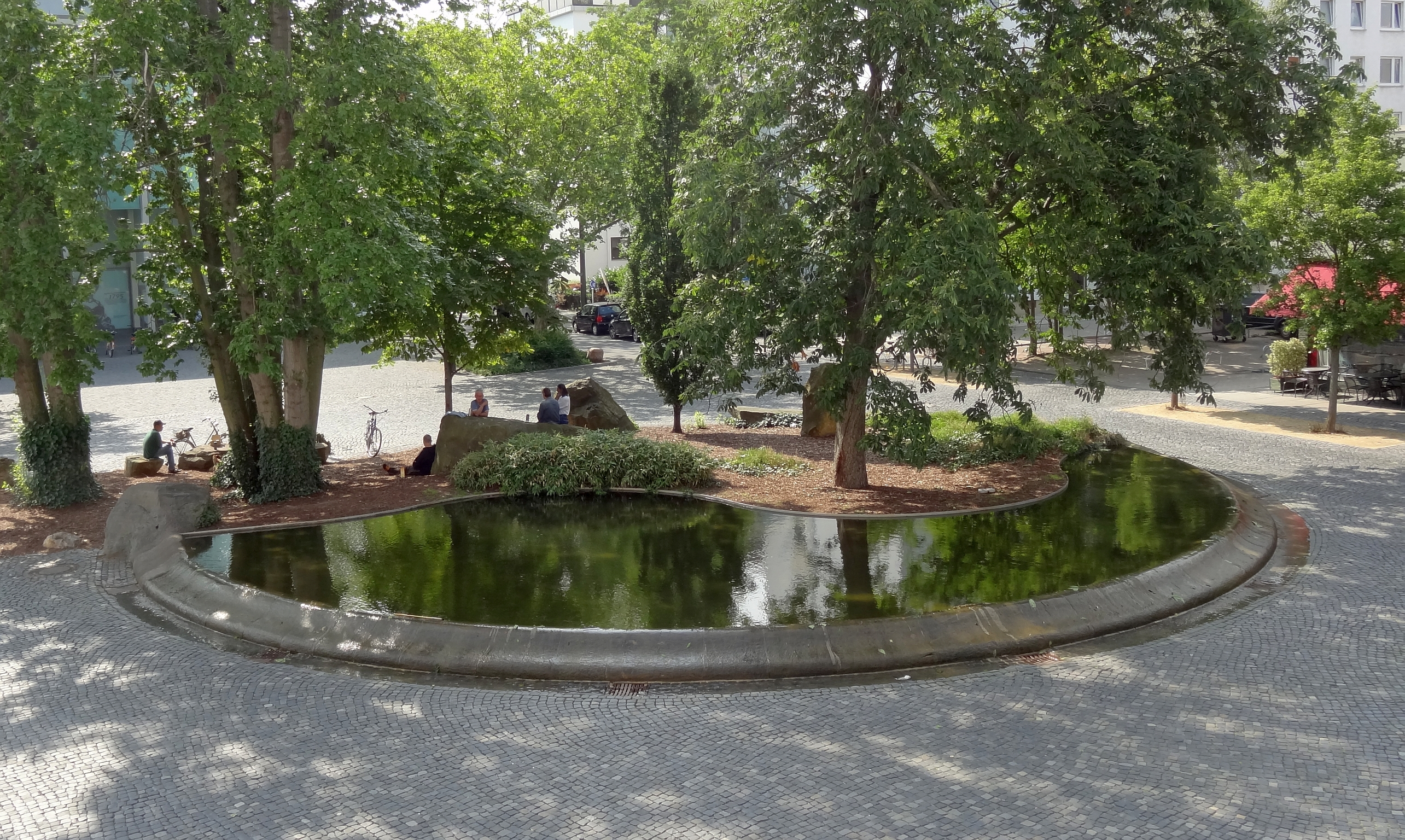
Brunnen Kleines Haus

- Anlass: Neugestaltung der Flächen um das zuvor fertiggestellte  Kleine Haus des Staatstheaters
- Entwurf: Frauke Wehberg
- Ausführung: unbekannt
- Material: Naturstein
- Aufstellungsort: An der Friesenstraße, zwischen Schloss-Arkaden und Kleinem Haus des Staatstheaters
- Besonderheiten:
- Status: Noch am selben Ort.

## 21. Jahrhundert

### Cimiotti-Brunnen
- Errichtet: 26. August 2001[15]

- Anlass: unbekannt
- Entwurf: Emil Cimiotti
- Ausführung: unbekannt
- Material: Metall

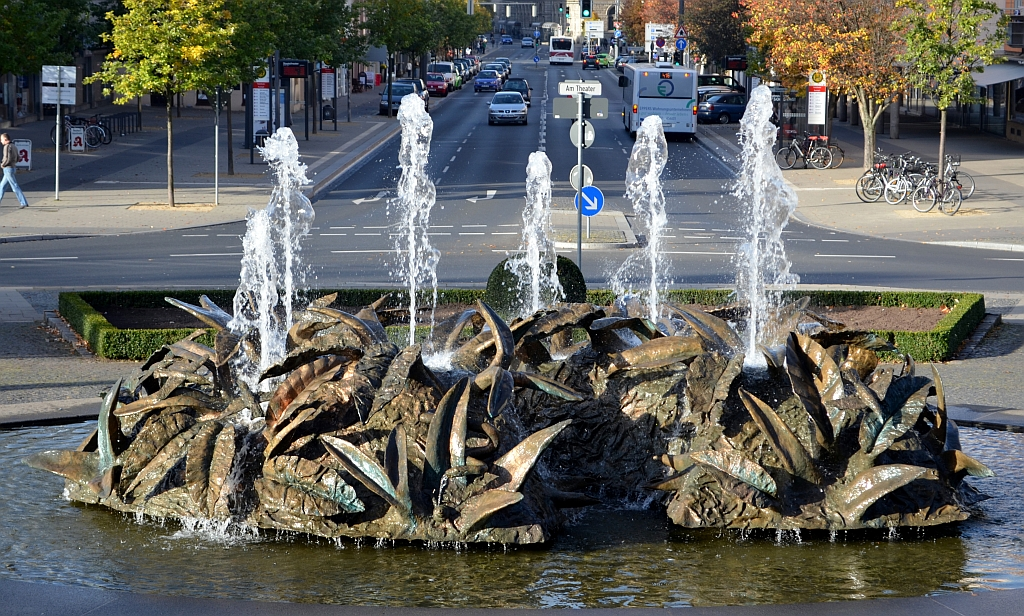
Cimiotti-Brunnen

- Aufstellungsort: Auf dem Platz vor dem Staatstheater am Steinweg.
- Besonderheiten:
- Status: Noch am selben Ort.

### Querumer Brunnen
- Errichtet: September 2001

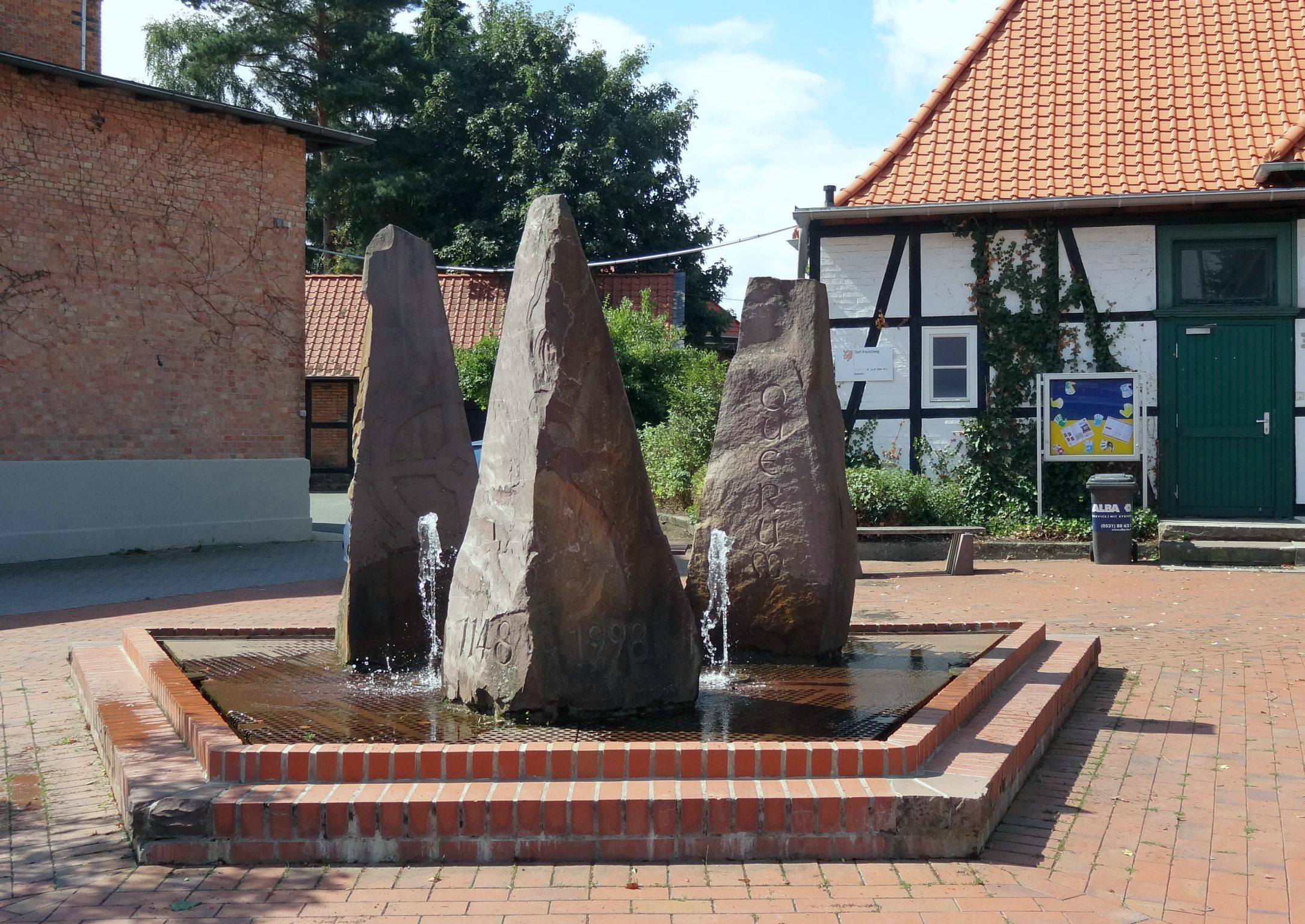
Querumer Brunnen

- Anlass: 850-jähriges Bestehen der Gemeinde Querum  1148–1998.
- Entwurf: Magnus Kleine-Tebbe
- Ausführung: Magnus Kleine-Tebbe (Steinmetzarbeiten)
- Material: Wesersandstein, wetterfester Baustahl, Klinker
- Aufstellungsort: An der Bevenroder Straße Nr. 38 in Braunschweig-Querum
- Besonderheiten:
- Status: Noch am selben Ort.

### Wasserspiele am Ritterbrunnen
- Errichtet: 200x

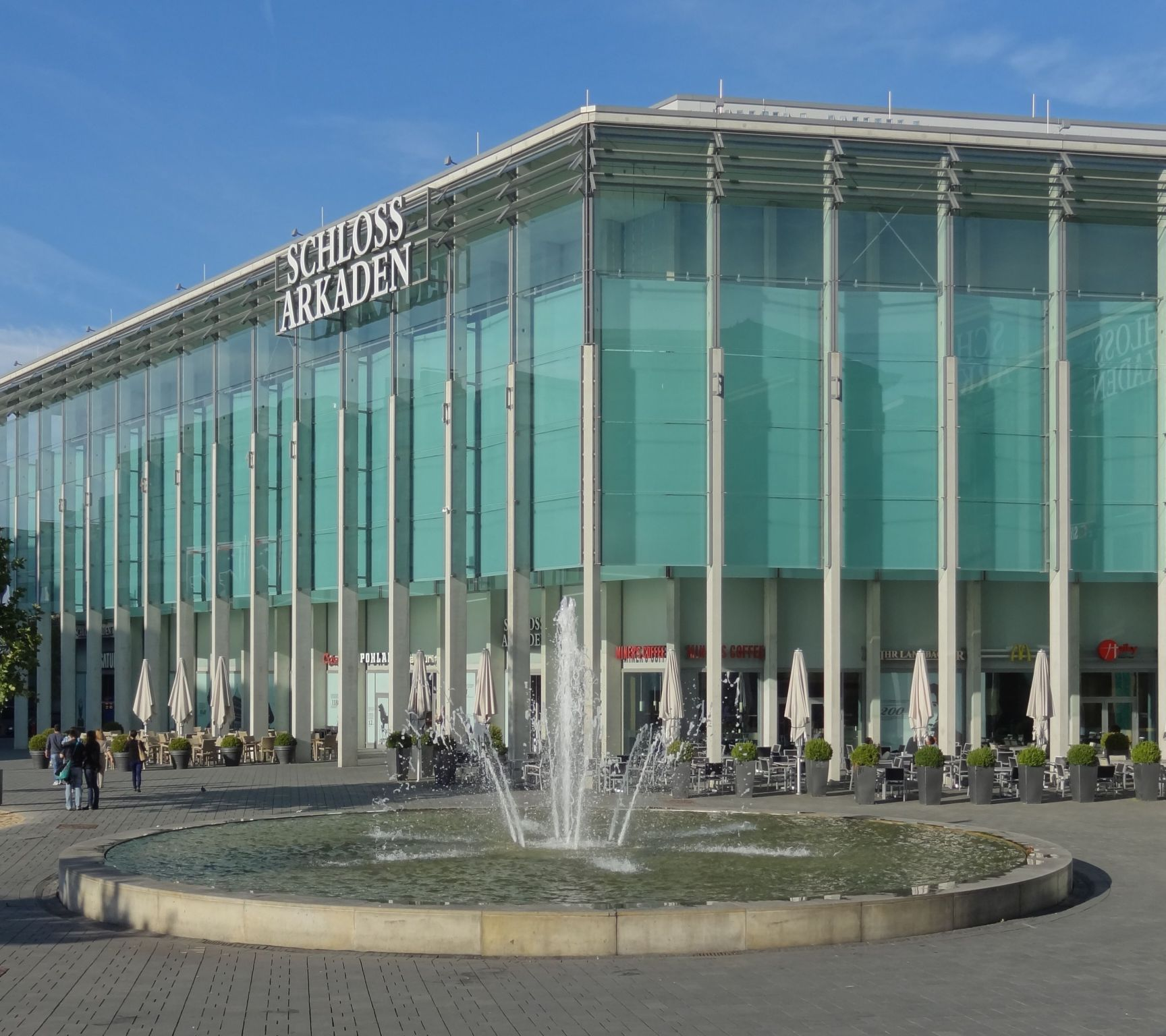
Springbrunnen am Ritterbrunnen

- Anlass: Errichtung der Schloss-Arkaden und Neugestaltung der umgebenden Plätze.
- Entwurf: unbekannt
- Ausführung: unbekannt
- Material: Natursteineinfassung um betonierte Beckenschale
- Aufstellungsort: Zwischen Schloss-Arkaden und der Straße „Am Ritterbrunnen“
- Besonderheiten:
- Status: Noch am selben Ort.

### Wasserspiele am Rathaus
- Errichtet: 2006

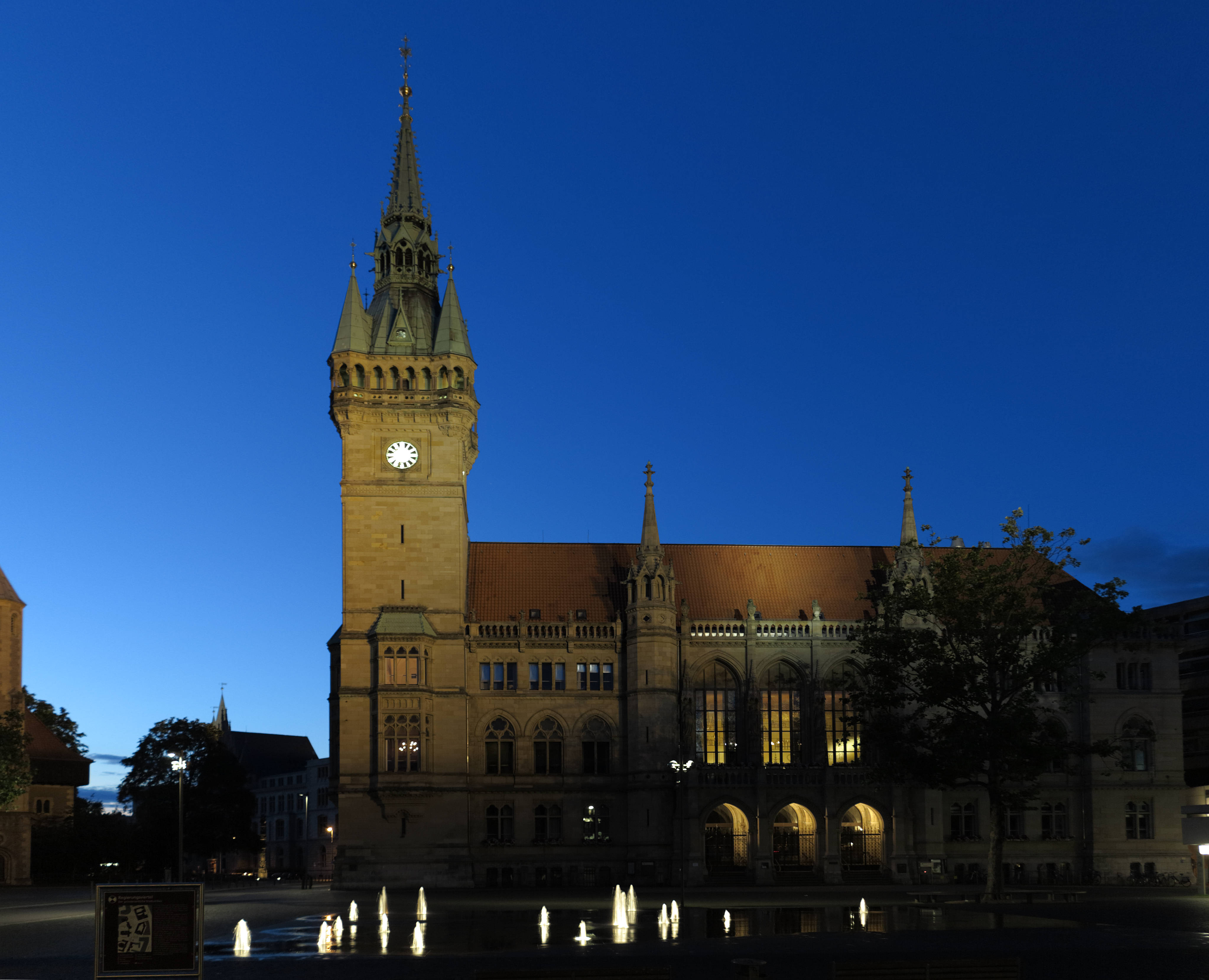
Beleuchtete Wasserspiele vor dem Rathaus

- Anlass: Umgestaltung Platz der Deutschen Einheit und Domplatz
- Entwurf: unbekannt
- Ausführung: unbekannt
- Material: –
- Aufstellungsort: Auf dem Platz der Deutschen Einheit
- Besonderheiten:
- Status: Noch am selben Ort.

### Wasserspiele auf dem Domplatz
- Errichtet: 2008

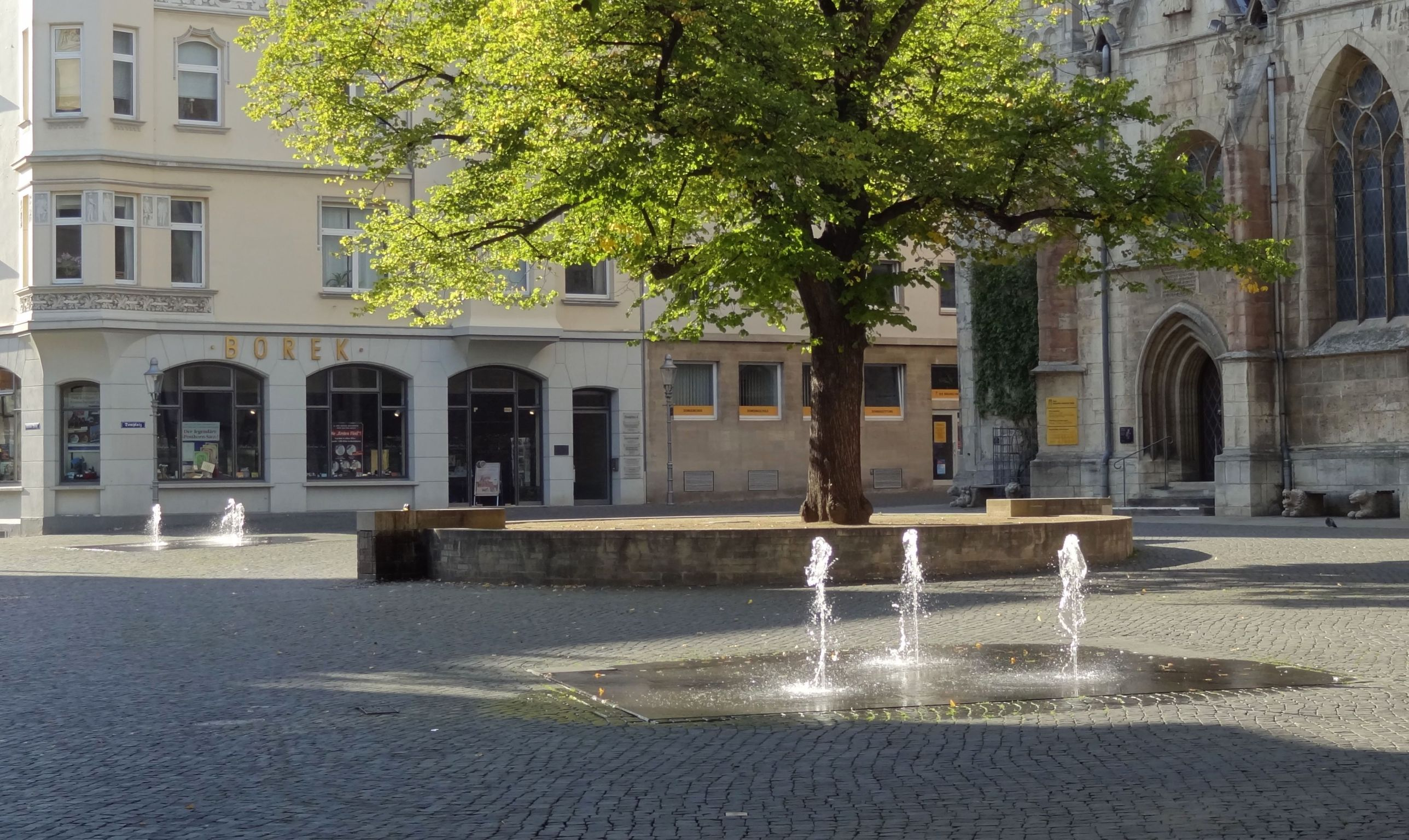
Wasserspiele auf dem Domplatz

- Anlass: Umgestaltung Platz der Deutschen Einheit und Domplatz
- Entwurf: unbekannt
- Ausführung: unbekannt
- Material: –
- Aufstellungsort: Auf dem Domplatz
- Besonderheiten:
- Status: Noch am selben Ort.

### Brunnen in der Schützenstraße
- Errichtet: 2009
- Anlass: unbekannt
- Entwurf: unbekannt
- Ausführung: unbekannt
- Material: schwarzer Marmor (?)

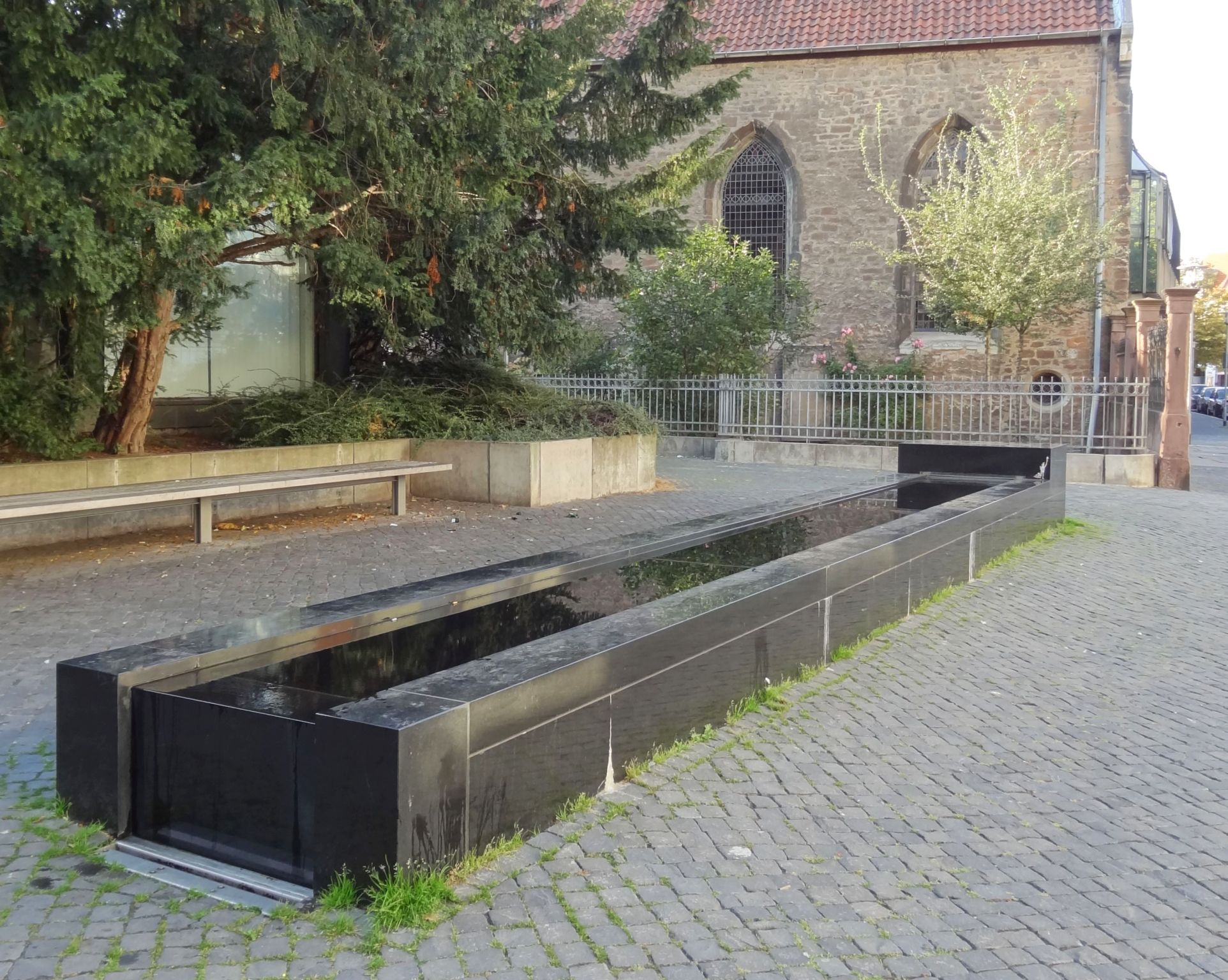
Brunnen an der Schützenstraße

- Aufstellungsort: Schützenstrasse / Bartholomäustwete
- Besonderheiten:
- Status: Noch am selben Ort.

### Stöckheimer Brunnen
- Errichtet: 2009

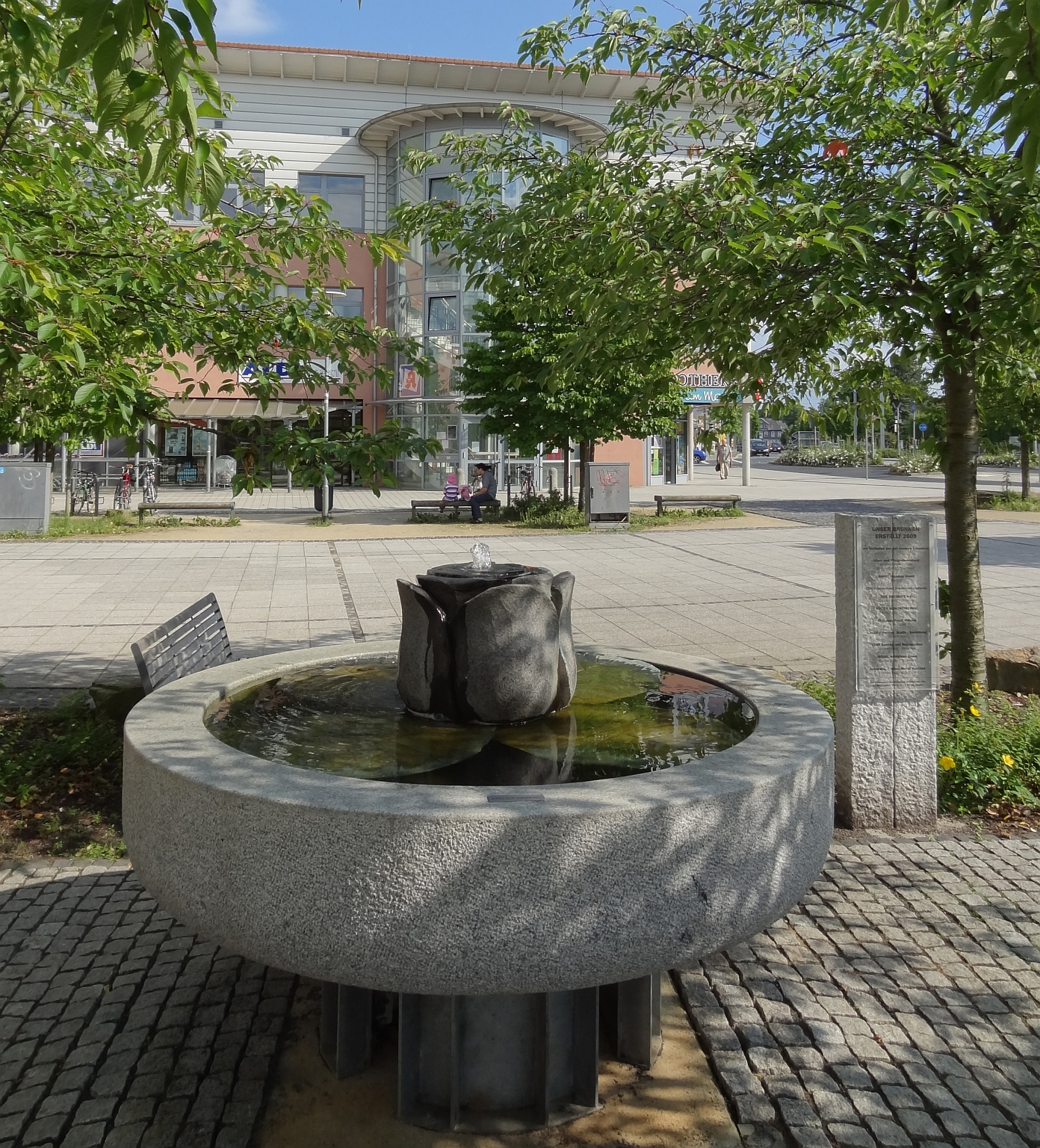
Brunnen auf dem Stöckheimer Markt

- Anlass: Fertigstellung des Stöckheimer Markts
- Stifter: verschiedene Firmen und Privatpersonen aus Stöckheim
- Entwurf: Frank Kröckel
- Ausführung: unbekannt
- Material: Bronze (Figur) und Granit (Schale) auf einem Sockel aus Stahlprofilen.
- Aufstellungsort: Stöckheimer Marktplatz
- Besonderheiten:
- Status: Noch am selben Ort.